# Stanisławów (SIMC 0724755)
Stanisławów – osada leśna w Polsce położona w województwie łódzkim, w powiecie łowickim, w gminie Bielawy.
Stanisławów (posiadający identyfikator SIMC 0724755) oraz Stanisławów (posiadający identyfikator SIMC 1039240) są dwiema niezależnymi od siebie osadami leśnymi w tej gminie.
W latach 1975–1998 miejscowość należała administracyjnie do województwa skierniewickiego.